# 29 Tauri
29 Tauri (u Tauri) é uma estrela na direção da Taurus. Possui uma ascensão reta de 03h 45m 40.43s e uma declinação de +06° 03′ 00.1″. Sua magnitude aparente é igual a 5.34. Considerando sua distância de 588 anos-luz em relação à Terra, sua magnitude absoluta é igual a −0.94. Pertence à classe espectral B3V.